# NGC 4417
NGC 4417 је спирална галаксија у сазвежђу Девица која се налази на NGC листи објеката дубоког неба.
Деклинација објекта је + 9° 35' 4" а ректасцензија 12h 26m 50,4s. Привидна величина (магнитуда) објекта NGC 4417 износи 11,1 а фотографска магнитуда 12,1. Налази се на удаљености од 16,350 милиона парсека од Сунца. NGC 4417 је још познат и под ознакама UGC 7542, MCG 2-32-53, CGCG 70-80, VCC 944, PGC 40756.